# هری سوتار
هری جیمز سوتار (زادهٔ ۲۲ اکتبر ۱۹۹۸) یک فوتبالیست حرفه‌ای است که در باشگاه استوک سیتی و تیم ملی استرالیا به عنوان مدافع بازی می‌کند.
سوتار کار خود را با داندی یونایتد آغاز کرد و سه بازی در تیم اصلی انجام داد و سپس در سپتامبر ۲۰۱۶ به استوک سیتی پیوست. سوتار که در اسکاتلند از مادری استرالیایی به دنیا آمد، پیش از این که اولین بازی خود را برای تیم زیر ۲۳ سال استرالیا انجام دهد، در سال ۲۰۱۹ نماینده اسکاتلند در سطح جوانان بود و سپس در تیم بزرگسالان در سال ۲۰۱۹ حضور داشت.
اوایل زندگی
سوتار در لوترمویر بزرگ شد و در مدرسه ابتدایی لوترمویر و متعاقباً در آکادمی میرنز در لارنسکرک شرکت کرد. او فوتبال جوانان را برای باشگاه پسران شهر برچین بازی کرد و قبل از پیوستن به آکادمی در داندی یونایتد در ژوئیه ۲۰۱۳ به سلتیک پیوست. برادر بزرگتر او جان نیز یک فوتبالیست حرفه ای است و معاون کاپیتان قلب میدلوتیان و همچنین نماینده اسکاتلند است. مادر آنها هدر استرالیایی است. آنها با حمایت از شهر برچین، جایی که پدرشان، جک، در دهه ۱۹۷۰ بازی کرده بود، بزرگ شدند.

#### حرفه باشگاه

##### دندی یونایتد
سوتار در فوریه ۲۰۱۵ در تیم توسعه داندی یونایتد از جمله در کنار برادرش جان بازی کرد. پس از برجسته شدن در تعدادی از جوخه‌های روز مسابقه و داشتن به عنوان جایگزین برای تیم اول ذکر شده‌است، سوتار تمدید قرارداد در دسامبر ۲۰۱۵ امضا کرد، بستن او را به داندی یونایتد تا ماه مه ۲۰۱۸. او اولین بازی تیمی خود را مقابل پارتیک اینتل در یک بازی نخست‌وزیری اسکاتلند در ۱۰ مه ۲۰۱۶ انجام داد و چهار روز بعد اولین گل ارشد خود را مقابل کیلمارنوک به ثمر رساند. باشگاه لیگ برتر انگلیس استوک سیتی به امضای سوتار علاقه‌مند شد و با اینکه داندی یونایتد دو پیشنهاد برای خرید این بازیکن را در طول ژوئن ۲۰۱۶ رد کرد، در طول اوت ۲۰۱۶ گزارش شد که باشگاه‌ها با هزینه اولیه ۲۰۰٬۰ پوندی برای انتقال او موافقت کرده‌اند.

#### استوک سیتی
علیرغم توافق برای انتقال سوتار به استوک سیتی که قبل از پایان پنجره نقل و انتقالات در ۳۱ اوت به دست آمد، به دلیل اینکه بازیکن زیر ۱۸ سال سن داشت، تکمیل در انتظار تأیید فیفا به تعویق افتاد. او رسماً در ۲۹ سپتامبر ۲۰۱۶ به استوک پیوست و قراردادی سه ساله با مبلغی نامشخص امضا کرد. سوتار اولین بازی خود را برای استوک در ۲۳ اوت ۲۰۱۷ در برد ۴–۰ جام EFL مقابل روچدیل انجام داد. پس از امضای قرارداد جدید با استوک، سوتار در ۲۴ ژانویه ۲۰۱۸ تا پایان فصل به تیم لیگ برتر اسکاتلند راس کانتی پیوست. او ۱۳ بار برای راس کانتی بازی کرد اما نتوانست به آنها کمک کند تا از سقوط به قهرمانی اسکاتلند جلوگیری کنند. در ۳۰ ژانویه ۲۰۱۹ سوتار به صورت قرضی برای باقیمانده فصل ۱۹–۲۰۱۸ به لیگ فلیتوود پیوست. سوتار ۱۱ بار برای فلیت وود بازی کرد و یک گل در برابر آکرینگتون استنلی به ثمر رساند. سوتار به صورت قرضی برای فصل ۲۰۱۹–۲۰۱۹ به فلیت وود پیوست. سوتار در فصل ۲۰–۲۰۱۹ به‌طور منظم زیر نظر جوی بارتون بازی کرد و عملکرد او جایزه بهترین بازیکن جوان ماه فوریه ۲۰۲۰ را برای او به ارمغان آورد. فصل لیگ یک به دلیل همه‌گیری COVID-19 زودتر به پایان رسید و جدول از طریق امتیازات در هر بازی تعیین می‌شد که کیفیت فلیتوود را برای پلی‌آف لیگ یک EFL در مکان ششم قرار داد، جایی که آنها مقابل ویکومب واندررز قرار گرفتند و ۶–۳ شکست خوردند. مجموع. سوتار اولین بازی خود در لیگ را برای استوک سیتی در ۲۶ سپتامبر ۲۰۲۰ در برد ۱–۰ خارج از خانه مقابل پرستون نورث اند انجام داد و به عنوان بازیکن برتر بازی انتخاب شد. با توجه به تعدادی از عملکردهای برجسته، او به عنوان بازیکن ماه استوک سیتی در اکتبر انتخاب شد. سوتار خود را به عنوان یکی از اعضای کلیدی تیم مایکل اونیل در فصل ۲۰۲۰–۲۱ تثبیت کرد و در فوریه ۲۰۲۱ قرارداد بلند مدت جدیدی را با این باشگاه امضا کرد. او اولین گل خود را برای استوک در پیروزی ۲–۰ مقابل وایکام واندررز در ۶ مارس ۲۰۲۱ به ثمر رساند. سوتار ۴۳ بازی در ۲۰۲۰–۲۱ انجام داد که استوک در جایگاه چهاردهم به پایان رسید.

#### حرفه بین‌المللی
سوتار اولین بازی خود را برای تیم زیر ۱۷ ساله اسکاتلند در برابر رومانی در فوریه ۲۰۱۵ انجام داد. در ۶ مارس ۲۰۱۹ او به تیم ملی فوتبال زیر ۲۳ سال استرالیا دعوت شد. در ۱۰ اکتبر ۲۰۱۹، او وفاداری خود را تغییر داد و برای اولین بار برای تیم ملی استرالیا در مقدماتی جام جهانی مقابل نپال بازی کرد و دو گل در برد ۵–۰ به ثمر رساند. گل چهارم در ابتدا به عنوان یک گل به خودی نپالی ثبت شد، اما در نهایت توسط فیفا به سوتار اهدا شد. سوتار دو گل دیگر برای استرالیا در برد ۷–۱ مقابل چین تایپه در دومین بازی خود برای تیم ملی به ثمر رساند. سوتار با ۱٫۹۸ متر (۶ فوت ۶ اینچ)، دومین بازیکن بلند قدی است که به عنوان نماینده کامل تیم ملی استرالیا، پس از زلجکو کالاک با ۲٫۰۲ متر (۶ فوت ۸ اینچ) حضور داشته‌است.